# Capleton
Clifton George Bailey III (Saint Mary, 13 april 1967), beter bekend als Capleton, is een Jamaicaanse zanger. Daarnaast is hij ook bekend onder de pseudoniemen 'Black Collie' en 'King Shango'.

## Discografie[1]
- Lotion Man (1991)
- Double Trouble feat. General Levy (1992)
- Alms House (1993)
- Good So (1994)
- Prophecy (1995)
- I Testament (1997)
- One Mission feat. Anthony B (1998)
- More Fire (2000)
- Still Blazin (2002)
- Reign Of Fire (2004)
- The People Dem (2004)
- Free Up (2006)
- Rebel Heart (2006)
- Rise them up (2007)
- Bun Friend (2008)
- Liberation Time (Azad feat. Capleton) (2009)
- I-Ternal Fire (2010)
- Jah Jah City (2011)